# Friedrich Wiedemann (Orgelbauer)
Friedrich Wiedemann (* 25. November 1842 in Bamberg; † 10. Mai 1878 ebenda; eigentlich David Friedrich Bischof) war ein deutscher Orgelbauer.

## Leben
David Friedrich Bischof war der einzige Sohn des Bamberger Orgelbauers Johann Baptist Bischof (* 24. Dezember 1803; † 27. Oktober 1848). Er erlernte das Orgelbauhandwerk bei seinem Stiefvater Josef Wiedemann, welcher 1850 die Witwe Bischofs geheiratet hatte und dessen Werkstatt unter dem eigenen Namen fortführte.
Nach dem Tod Josef Wiedemanns am 24. Februar 1868 zeigte die Witwe Eva Wiedemann öffentlich an, dass die Werkstatt unter der Leitung ihres Sohnes weiterbestehe. Die Geschäftsleitung hatte zunächst noch sie selbst inne. Ab etwa 1871 zeichnete David Friedrich Bischof Voranschläge und Verträge selbst, erst als „Friedrich Bischof“, später mit dem Nachnamen seines Stiefvaters: „Friedrich Wiedemann, Orgelbaumeister“. Mit 35 Jahren starb Friedrich Wiedemann am 10. Mai 1878 an Lungentuberkulose.

## Werke
Friedrich Wiedemann führte die Werkstatt seines Stiefvaters bruchlos fort. Sein erstes Werk war die Vervollständigung der auf Kegelladen stehenden Orgel in Großbardorf, während deren Fertigung Josef Wiedemann gestorben war. Aufgrund der Unzuverlässigkeit der Wiedemannschen Kegelladen kehrte Friedrich Bischof zur Schleiflade zurück und verwendete Kegelladen nur noch in den Pedalwerken seiner Instrumente.
Von 1868 bis 1878 fertigte er ca. 30 neue Orgeln. Sein letztes Werk, die bereits in allen Teilen fertiggestellte Orgel für Ruppertshütten, wurde vom Bayreuther Orgelbauer Johann Wolf dort montiert.

## Werkliste (Auswahl)
| Jahr | Ort            | Gebäude                     | Bild | Manuale | Register | Bemerkungen |
| ---- | -------------- | --------------------------- | ---- | ------- | -------- | --- |
| 1870 | Scheßlitz      | St. Kilian                  |      | II/P    | 20       | kein historischer Bestand |
| 1870 | Binsfeld       | St. Nikolaus                |      | I/P     | 12       | umgebaut erhalten |
| 1872 | Peulendorf     | St. Sebastian               |      | I/P     | 11       | Erhalten und durch Benedikt Friedrich, Oberasbach, restauriert. Dabei wurde der originale Prospekt nach einer Foto-Vorlage aus den 1950ern rekonstruiert.                                                                      |
| 1873 | Burgellern     | St. Magdalena und Katharina |      | I/P     | 9        | Erhalten und durch Andreas Hemmerlein, Cadolzburg, restauriert. Keilbalganlage auf dem Kirchenboden rekonstruiert. |
| 1876 | Mürsbach       | St. Sebastian               |      | II/P    | 17       | op. 100; bis 2002 leicht verändert erhalten, dann abgebrochen und durch Neubau ersetzt. Die Wiedemann-Orgel wurde ins Orgelzentrum Valley verbracht und ist dort im „klingenden Depot“ aufgestellt, allerdings nicht spielbar. |
| 1877 | Mistendorf     | Mariä Himmelfahrt           |      | I/P     | 11       | op. 102; Gehäuse und große Teile des Pfeifenwerks erhalten |
| 1878 | Ruppertshütten | Kuratiekirche St. Wendelin  |      | I/P     |          | Letztes Werk Friedrich Wiedemanns. Aufgestellt von Johann Wolf, Bayreuth. |